# Wesołów
Wesołów – wieś w Polsce, położona w województwie małopolskim, w powiecie tarnowskim, w gminie Zakliczyn.
| SIMC    | Nazwa      | Rodzaj    |
| ------- | ---------- | --------- |
| 0837258 | Kącina     | część wsi |
| 0837241 | Kamieniec  | część wsi |
| 0837264 | Ostra Góra | część wsi |
| 0837293 | Pod Wolą   | część wsi |
| 0837270 | Podbrzeże  | część wsi |
| 0837287 | Podgóra    | część wsi |

W latach 1975–1998 wieś administracyjnie należała do województwa tarnowskiego.